# Дербентская губерния
Дербе́нтская губе́рния — административно-территориальное образование в Российской империи, существовавшее в 1846—1860 годах.
Была создана указом императора Николая I 14 декабря 1846 года и включила в себя Дербентский и Кубинский уезды Каспийской области, а также покорённые дагестанские земли. Центром губернии был город Дербент.
В 1847 году губерния вместе c Тарковским шамхальством и Мехтулинским ханством образовала особую административную единицу Прикаспийский край. В состав Дербентской губернии были включены город Дербент, Дербентский и Кубинский уезды, Самурский и Даргинский округа, Кюринское и Казикумухское ханства, а также остальные земли к югу от Аварского Койсу. По учреждению 1855 года Прикаспийский край состоял из двух частей: Дербентской губернии и земель Северного и Нагорного Дагестана.
В соответствии с «Положением об управлении Дагестанской областью» от 5 апреля 1860 года Дербентская губерния была упразднена, а её большая часть (исключая Кубинский уезд) вошла в состав Дагестанской области.

## Органы власти

### Губернаторы Дербентской губернии
| Ф. И. О.                   | Титул, чин, звание   | Время замещения должности |
| -------------------------- | -------------------- | ------------------------- |
| Гагарин Александр Иванович | князь, генерал-майор | 1846—1850                 |
| Минквиц Юлий Фёдорович     | генерал-майор        | 1850—1856                 |
| Манюкин Захар Степанович   | генерал-майор        | 1857—1860                 |